# Catalina Serra
Catalina Serra (Artá, Baleares, 1962) es una periodista española.

## Trayectoria
Licenciada en Geografía e Historia, especialidad en historia del arte, por la Universidad de Barcelona el año 1986. En 1999 cursó el máster en periodismo El País. Ha trabajado en el campo del periodismo cultural, casi siempre en relación con el arte, la arquitectura y el diseño, en los diarios El Día de Baleares, Última Hora y, desde 1990, en la delegación de Barcelona del diario El País, donde fue responsable del suplemento en catalán "Quadern" y jefe de la sección de cultura entre el 2006 y el 2011. En mayo de 2011 se incorporó al diario Ara como subdirectora. Desde mayo de 2013 es la directora del diario Ara Balears. Ha vivido y trabajado en Barcelona desde 1990. Actualmente reside en Palma de Mallorca.